# 約翰四世 (梅克倫堡)
約翰四世（德語：Johann IV.，約1370年－1422年10月16日），梅克倫堡公爵，1384年至1395年在位。
約翰四世起初與伯父阿爾布雷希特三世（即瑞典國王阿爾伯特）共治。1389年阿爾伯特失去瑞典王位，1395年回到梅克倫堡擔任公爵。當阿爾伯特於1412年去世時，由於其子阿爾布雷希特五世尚未成年，由約翰四世擔任攝政。

## 家庭
1416年，約翰與前薩克森-勞恩堡公爵埃里希四世的女兒卡塔里娜結婚，兩人共有兩個兒子：
1. 海因里希四世（1417年—1477年）
2. 約翰五世（英语：John V, Duke of Mecklenburg）（1418年—1442/43年）